# سومرست (كولورادو)
سومرست (بالإنجليزية: Somerset, Colorado)‏ هي بلدة تقع في مقاطعة غونيسون، كولورادو بولاية كولورادو في الولايات المتحدة. تبلغ مساحتها  (كم²)، وترتفع عن سطح البحر 1838 م، بلغ عدد سكانها  نسمة في عام  حسب إحصاء مكتب تعداد الولايات المتحدة .

## وصلات خارجية
- The US50 - Cities and Towns in Colorado State
- Colorado Cities and Towns, Facts, Map, Flag, Colleges, Government, and More